# Alun Wyn Jones
Alun Wyn Jones, född 19 september 1985 i Swansea, är en walesisk före detta professionell rugby union spelare som länge var kaptenen i Walesiska landslaget och klubblaget Ospreys i United Rugby Championship. Han spelade som Lock (andraled).
Jones innehar sedan 2020 rekordet för mest spelade landskamper i världen och blev samma år tilldelad en OBE för sin långa tjänstgöring till rugby i Wales.